# Jendrassik Jenő (festő)
Jendrassik Jenő, névváltozat: Jendrássik (Pest, 1860. október 30. – Kökényesd, 1919. december 25.) festő.

## Életútja
Eleinte jogot hallgatott, majd művészeti tanulmányait Münchenben és Párizsban végezte. Amott a bajor királyi akadémián Hackl, Benczúr és Löffler tanárok alatt tanult négy évig; Párisban A. Morot vezetése mellett egy évet töltött. Szentimentális hangú és tematikájú életképeket készített. Első ízben az országos képzőművészeti társulat budapesti műcsarnokában állította ki «Próba után» és «Gondolatokban» című festményeit 1884-ben. «Özvegy» című festményével a Műcsarnok 1892. évi tárlatán a Ráth-díjat, az 1895. évi tárlaton «Vége» című festményével a Károlyi-díjat nyerte. Ugyanezen festménye a nemzeti múzeum képtárában megtalálható. Később előkelő családok gyermekeinek arcképét festette meg.